# 9714 Piazzismyth
9714 Piazzismyth eller 1975 LF1 är en asteroid i huvudbältet som upptäcktes den 1 juni 1975 av den australiensiske astronomen Robert H. McNaught vid Siding Spring-observatoriet. Den är uppkallad efter astronomen Charles Piazzi Smyth.
Asteroiden har en diameter på ungefär 22 kilometer.